# Henri Berthelier
Pour les articles homonymes, voir Berthelier.
Henri Berthelier (de son vrai prénom Jean-Baptiste, né le 27 décembre 1856 à Limoges et mort le 3 juillet 1915 à Paris) est un violoniste et pédagogue français.

## Biographie
Il est diplômé du Conservatoire de Paris, où il a été l'élève de Jean-Pierre Maurin.
À partir de 1881, il a joué dans l'Orchestre de la Société des concerts du Conservatoire de Paris, où entre 1887 et 1895, il a tenu le poste de premier violon. En même temps, il a fait partie d'un trio avec le pianiste Isidore Philipp (1863-1958) et le violoncelliste Jules Loeb (1852-1933). Ce trio a créé le deuxième trio de Camille Saint-Saëns (1892). Berthelier a également participé à des ensembles de musique de chambre avec la participation d'instruments à vent sous la direction de Paul Taffanel.
Dans les années 1894-1915, il a enseigné au Conservatoire de Paris, succédant à son professeur Jean-Pierre Maurin. Parmi ses étudiants, on trouve Lucien Durosoir, Marcel Chailley (de), Axel Theodor Schiøler, Sigrid Lindberg, Elie Spivak (de), Isabella Beaton, Georges Frey, Darius Milhaud et Pierre Monteux.
Sa fille, Madeleine Berthelier (1904-1998) était pianiste et a accompagné épisodiquement Henryk Szeryng.